# Perle von Csaba
Die Perle von Csaba, eine Weißweinsorte, ist eine Neuzüchtung aus dem Jahr 1904 durch den ungarischen Rebzüchter Adolf Stark aus Madeleine Angevine x Muscat Courtillier (meist Muscat précoce de Saumur genannt). Der Name leitet sich ab von der Stadt Békéscsaba, kurz auch Csaba genannt. Die Akzeptanz der Kreuzungspartner ist jedoch nicht unumstritten. In den Quellen wird auch Bronnertraube x Muskat-Ottonel genannt, was jedoch unwahrscheinlicher ist, weil es sich beim erstgenannten Elternpaar um früh reifende Sorten handelt und die Perle von Csaba ebenfalls sehr früh reift allerdings stark frostgefährdet ist.
Obwohl sie europaweit getestet wurde, stellt sich ihr Anbau als problematisch dar. Die Beeren der als Tafeltraube gedachten Sorte sind sehr dünnhäutig, so dass Transportschäden kaum auszuschließen sind. Die weltweite Rebfläche wird auf ca. 2000 Hektar geschätzt, wobei größere Bestände aus Rumänien, Ungarn und Bulgarien gemeldet sind.
Aufgrund ihrer frühen Reife und ihres angenehmen Muskat-Aromas fand sie Eingang in die Neuzüchtungen Königin der Weingärten, Oliver Irsay, Nero und Perlriesling. 
Siehe auch die Artikel Weinbau in Ungarn, Weinbau in Rumänien und Weinbau in Bulgarien sowie die Liste von Rebsorten.
Synonyme (97): Batai, Biser, Biser Od Cabe Bijeli, Cabaky, Cabaky Cabanka, Cabana, Cabanka, Cabanska, Cabanska Perla, Cabe, Cabe Bijeli, Cabianska Perla, Cabski Biser, Cabsky Biser, Capski Biser, Chaba Dende, Csaba, Csaba Gyoengye Feher, Csaba Gyoengye Muscotaly, Csaba Gyoengye Muskotaly, Csabagoengye Feher, Csabagyoengye, Csabaky Csabanka, Csabanska, Csabas Perle, Dendes, Feher Csaba Gyoengye, Gyoengyfeher, Jemchug Ksaba, Jemchug Saba, Jemciug Saba, Jemcuq Ksaba, Jemcuq Saba, Jemtchouc Saba, Jemtchoug Saba, Jenciug Saba, Juli Muscat, Julijev Muskat, Julski Muscat, Julski Muskat, Korai Balafant, Ksaba, Lugnana, Margaritati, Moscato Perla Di Csaba, Muscat Ksaba, Muscat Perla de Csaba, Muscat Perle von Csaba, Muskat Ksaba, Pataki, Pearl of Csaba, Pearl Of Csaba White, Perl Chabanska, Perl de Caba, Perl de Chaba, Perl Do Saba, Perl Of Csaba White, Perla, Perla Cabanska, Perla Chaba, Perla Chabansca, Perla Chabanska, Perla Chabanskaya, Perla Csabanszka, Perla Czabanska, Perla de Csaba, Perla Di Csaba, Perla Di Csaba Bianca, Perla Von Csaba, Perle de Csaba, Perle de Csaba Blanche, Perle de Czaba, Perle Di Chaba Bianca, Perle of Csaba, Perle von Csaba, Perle von Csaba Weisse, Perlina Saba, Perola de Casaba, Perola de Csaba, Piros Csabagyoengye, Rindunica Strugurilor, Rindunicaz Strugurilor, Saianet Starka, Tamaioza Ciaba, Tamioasa Ciaba, Tokayer, Vengerskii Muscatnii Ranue, Vengerskii Muskatnii Rannii, Vengerskii Muskatnii Rannue, Vengerskii Muskatnii Rannuej, Vita da Csaba, Vita de Csaba, Zemcsug Szaba, Zemcug Saba, Zemcug Saby, Zhemchug Ksaba und Zhemchug Saba.
Abstammung: Madeleine Angevine × Muscat Courtillier